# Kabinett Major I
Das Kabinett Major I wurde am 28. November 1990 von John Major gebildet. Es blieb bis zum 10. April 1992 im Amt und wurde dann durch das Kabinett Major II abgelöst.
Der vormalige Schatzkanzler John Major übernahm das Amt des konservativen Premierminister des Vereinigten Königreichs, nachdem Margaret Thatcher am 22. November 1990 zurückgetreten war. 1992 führte er seine Partei zum überraschenden Wahlsieg bei den Unterhauswahlen.

## Regierungszeit
Im März 1991 kündigte die Regierung ein „neues Kapitel“ britischer Europapolitik an. Der Premierminister wünsche, das Inselreich dort zu sehen, „wohin wir gehören“, nämlich „zum Herzen Europas“. Dies war der offene Bruch mit der Anti-EG-Politik der Vorgängerregierung. Major hatte in vielen Punkten, insbesondere der Europapolitik und der Sozialpolitik, andere Ansichten als Thatcher sie hatte und die neue Regierung verfolgte deshalb eine andere Politik. Major war tatsächlich kein Vertreter der Ideologie des Thatcherismus, sondern verstand sich als sozialer, verhältnismäßig europafreundlicher Konservativer. Er ließ den One-Nation-Konservatismus im Vereinigten Königreich wieder aufleben.
Während seiner ersten Amtsperiode erlebte Großbritannien eine wirtschaftliche Rezession. Die meisten politischen Beobachter erwarteten, dass er bei den Unterhauswahlen im April 1992 gegen die Labour Party unter Neil Kinnock verlieren würde. Nicht zuletzt durch einen volksnah und engagiert geführten Wahlkampf konnte er den Konservativen jedoch eine hauchdünne Mehrheit sichern.

### Kriegskabinett
Wie bereits im Ersten und Zweiten Weltkrieg sowie dem Falklandkrieg bildete Major 1991 ein kleineres Kriegskabinett für die Koordinierung des Krieges gegen den Irak.
| Name             | Partei | Partei       | Regierungsämter                                                                 | Zeit im Kriegskabinett |
| ---------------- | ------ | ------------ | ------------------------------------------------------------------------------- | ---------------------- |
| John Major       |        | Conservative | Premierminister First Lord of the Treasury Minister für den öffentlichen Dienst | Januar bis März 1991   |
| Douglas Hurd     |        | Conservative | Außenminister                                                                   | Januar bis März 1991   |
| William Whitelaw |        | Conservative | Innenminister                                                                   | Januar bis März 1991   |
| Tom King         |        | Conservative | Verteidigungsminister                                                           | Januar bis März 1991   |
| Norman Lamont    |        | Conservative | Schatzkanzler                                                                   | Januar bis März 1991   |
| David Craig      |        | Parteilos    | Stabschef                                                                       | Januar bis März 1991   |

## Mitglieder des Kabinetts
| Zugehörigkeit |  | Konservative |

| Amt                                                                              | Bild               | Person                                  | Partei             | Partei             | Amtszeit          | Amtszeit       |
| -------------------------------------------------------------------------------- | ------------------ | --------------------------------------- | ------------------ | ------------------ | ----------------- | -------------- |
| Premierminister Erster Lord des Schatzamtes Minister für den öffentlichen Dienst |                    | John Major                              |                    | Conservative Party | 28. November 1990 | 10. April 1992 |
| Schatzkanzler Zweiter Lord des Schatzamtes                                       | Norman Lamont      | Norman Lamont                           | Conservative Party | 28. November 1990  | 10. April 1992    |                |
| Lordkanzler                                                                      | James Mackay       | James Mackay, Baron Mackay of Clashfern | Conservative Party | 28. November 1990  | 10. April 1992    |                |
| Lordpräsident des Rates                                                          | John MacGregor     | John MacGregor                          | Conservative Party | 28. November 1990  | 10. April 1992    |                |
| Lordsiegelbewahrer                                                               |                    | David Waddington                        | Conservative Party | 28. November 1990  | 10. April 1992    |                |
| Außenminister                                                                    | Douglas Hurd       | Douglas Hurd                            | Conservative Party | 28. November 1990  | 10. April 1992    |                |
| Innenminister                                                                    | Kenneth Baker      | Kenneth Baker                           | Conservative Party | 28. November 1990  | 10. April 1992    |                |
| Verteidigungsminister                                                            | Tom King           | Tom King                                | Conservative Party | 28. November 1990  | 10. April 1992    |                |
| Minister für Bildung und Vermögen                                                |                    | Kenneth Clarke                          | Conservative Party | 28. November 1990  | 10. April 1992    |                |
| Minister für Beschäftigung                                                       | Michael Howard     | Michael Howard                          | Conservative Party | 28. November 1990  | 10. April 1992    |                |
| Umweltminister                                                                   | Michael Heseltine  | Michael Heseltine                       | Conservative Party | 28. November 1990  | 10. April 1992    |                |
| Gesundheitsminister                                                              | William Waldegrave | William Waldegrave                      | Conservative Party | 28. November 1990  | 10. April 1992    |                |
| Minister für soziale Sicherheit                                                  |                    | Tony Newton                             | Conservative Party | 28. November 1990  | 10. April 1992    |                |
| Minister für Handel und Industrie                                                | Peter Lilley       | Peter Lilley                            | Conservative Party | 28. November 1990  | 10. April 1992    |                |
| Verkehrsminister                                                                 | Malcolm Rifkind    | Malcolm Rifkind                         | Conservative Party | 28. November 1990  | 10. April 1992    |                |
| Schottlandminister                                                               | Ian Lang           | Ian Lang                                | Conservative Party | 28. November 1990  | 10. April 1992    |                |
| Minister für Wales                                                               | David Hunt         | David Hunt                              | Conservative Party | 28. November 1990  | 10. April 1992    |                |
| Nordirlandminister                                                               |                    | Peter Brooke                            | Conservative Party | 28. November 1990  | 10. April 1992    |                |
| Kanzler des Herzogtums Lancaster                                                 | Chris Patten       | Chris Patten                            | Conservative Party | 28. November 1990  | 10. April 1992    |                |
| Chefsekretär des Schatzamtes                                                     | David Mellor       | David Mellor                            | Conservative Party | 28. November 1990  | 10. April 1992    |                |
| Energieminister                                                                  | John Wakeham       | John Wakeham                            | Conservative Party | 28. November 1990  | 10. April 1992    |                |
| Minister für Landwirtschaft, Fischerei und Ernährung                             | John Gummer        | John Gummer                             | Conservative Party | 28. November 1990  | 10. April 1992    |                |